# Hunnaskogens naturreservat
Hunnaskogens naturreservat är ett naturreservat i Alvesta kommun i Kronobergs län. Reservatet är i oktober 2018 beslutat men ännu ej gällande.
Reservatet är skyddat sedan 2019 och omfattar 17 hektar. Reservatet ligger vid nordvästra stranden av Åsnen och består av blandskog av gran, björk, asp, tall, ek, bok, rönn och lönn.